# Siegfried Langgaard
Siegfried (Siegfrid) Victor Langgaard (nascut el 13 de juliol de 1852 a Copenhaguen - mort el 5 de gener de 1914 a Frederiksberg) fou un pianista i compositor danès i pare de Rued Langgaard.

## Vida i fets
Langgaard era fill del també compositor Johannes Peter Langgaard .Va ser educat al Reial Conservatori Danès de Música en els anys 1874-76 amb, entre d'altres, Edmund Neupert i Johan Christian Gebauer (que també era el seu oncle) com a professors. El 1878 va debutar com a solista de piano,i els estius de 1878 i 1879 va rebre breus ensenyaments de Franz Liszt. El 1879 va rebre la beca Det anckerske Legati la va utilitzar entre altres coses, per a viatjar a Weimar, on vivia Liszt. Després d'una breu carrera com a pianista, es va convertir en professor de piano al Conservatori de Copenhaguen des de 1881 fins a la seva mort i va acabar abandonant l'actuació en públic. El 1889 va ser nomenat reial músic de cambra.
En els darrers anys de la seva vida, es va preocupar més del caràcter filosòfic de la música que de la composició, influït pels ensenyaments teosòfics de Rudolf Steiner.
Està enterrat al Frederiksberg Ældre Kirkegård.

## Obres
Siegfried Langgaard va passar la major part de la seva vida ensenyant música com a professor al Reial Conservatori Danès de Copenhaguen i va deixar només un nombre modest d'obres, peces per a piano o cançó. Algunes peces inacabades van ser reelaborades o completades pel seu fill Rued Langgaard. Tanmateix, en una carta de Liszt, datada el 7 de març de 1886, aquest últim aplaudia el seu Concert de piano en mi menor i considerava que era una obra heroica i poderosa. Aquest concert es va imprimir, però mai no es va representar públicament en aquell moment.
L'enregistrament del concert que va aparèixer el 1999 (Oleg Marxev amb l'Orquestra Filharmònica Danesa dirigida per Matthias Aeschbacher) va tenir una entusiàstica rebuda per part de la crítica.